# Вілле Хуссо
Вілле Хуссо (фін. Ville Husso; 6 лютого 1995, м. Гельсінкі, Фінляндія) — фінський хокеїст, воротар. Виступає за ГІФК (Гельсінкі) у Лійзі.
Вихованець хокейної школи ГІФК (Гельсінкі). Виступав за ГІФК (Гельсінкі).
У чемпіонатах Фінляндії — 70 матчів, у плей-оф — 1 матч.
У складі молодіжної збірної Фінляндії учасник чемпіонатів світу 2014 і 2015. У складі юніорської збірної Фінляндії учасник чемпіонатів світу 2013 і 2013.
Досягнення
- Срібний призер молодіжного чемпіонату світу (2014)
- Бронзовий призер юніорського чемпіонату світу (2013).